# Parlamentswahl in Kuba 2018
Die Parlamentswahl in Kuba 2018 fand am 11. März 2018 statt. 8,4 Millionen Wahlberechtigte konnten 612 Mitglieder der Nationalversammlung sowie 1269 Delegierte auf Provinzebene bestimmen.

## Ablauf
Am Morgen öffneten landesweit 30.000 Wahllokale. Da Kuba ein Einparteiensystem hat, wird das Parlament nicht frei gewählt, sondern in Scheinwahlen nach Einheitslisten bestimmt, Oppositionsvertreter sind nicht im Parlament vertreten und der Einfluss des Parlamentes auf die politischen Entscheidungen ist de facto gering. Die Macht liegt bei der Kommunistischen Partei Kubas (PCC).
Zur Wahl standen Kandidaten, die von den Kommunalparlamenten sowie den Massenorganisationen nominiert wurden. Sie traten für die Direktmandate der Wahlkreise an. Fast alle Kandidaten sind Parteimitglieder. Jeder kubanische Staatsbürger durfte ab einem Alter von 16 Jahren wählen und ab 18 Jahren gewählt werden.
Der bisherige Präsident Raúl Castro trat nicht für eine neue Amtszeit an.